# Fulgoraria (Musashia) clara
Fulgoraria (Musashia) clara is een slakkensoort uit de familie van de Volutidae. De wetenschappelijke naam van de soort is voor het eerst geldig gepubliceerd in 1914 door G.B. Sowerby III.